# Борис Русаков
 Борис Русаков (нар. 1981, Новосибірськ — пом. 30 червня 2015, Широкине) — сибірський самостійник, доброволець полку «Азов», Національної гвардії України. Відомий також під позивним «Ратибор».

## Життєпис
Народився у Новосибірську в родині вихідців із Сірого Клину. Професійно займався боксом. Служив у російській армії, де отримав військову спеціальність мінометника. 
Після армії брав активну участь у русі сибірських самостійників, був прихильником утворення незалежної Сибірської держави. 
Улітку 2014 року емігрував в Україну. Пройшов підготовку у навчально-мобілізаційному центрі батальйону «Азов» у «Козацькому Домі». З осені 2014 року перебував у складі 2-ї сотні полку «Азов». 
Брав участь у Широкинській операції, де його сотня за стійкість отримала прізвисько «Залізна». Командував мінометною чотою (взводом). З лютого 2015 року разом зі своїм підрозділом постійно перебував на передовій у районі села Широкине. 
Був смертельно поранений 21 червня 2015 року внаслідок потужного обстрілу позицій полку «Азов» в селі Широкине. Отримав важке осколкове поранення голови від 120-міліметрового снаряда, від чого й помер 30 червня 2015 року, не приходячи то тями.

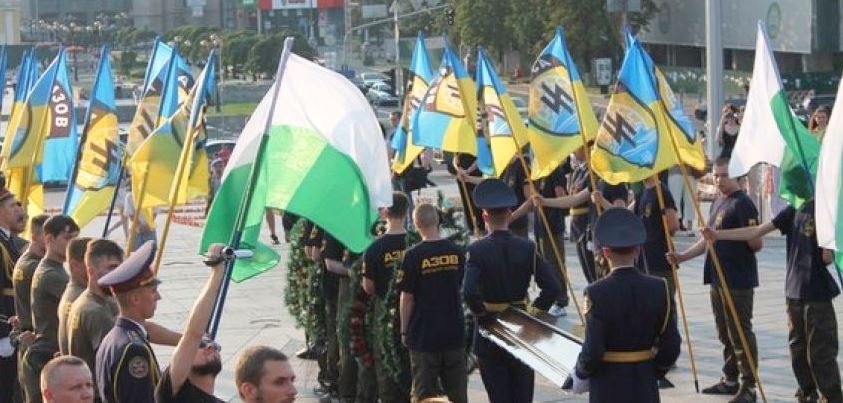
Прощання з Борисом Русаковим в Києві 8 липня 2015 р. На прощанні - українські, азовські полкові та сибірські (біло-зелені) прапори

Громадське прощання з Ратибором відбулося 8 липня 2015 року на Майдані Незалежності в Києві. Прощання зібрало кілька сотень українських добровольців, громадських активістів та політемігрантів із Росії, відбувалося під прапорами України (жовто-блакитними) і незалежного Сибіру (біло-зеленими). Після прощання тіло було вивезено до Казахстану, де за заповітом Ратибора, який сповідував язичництво, його було кремовано. Прах похований на Заєльцевському цвинтарі в Новосибірську.
Узимку 2014/2015 років у Новосибірську були зрізані партійні (червоні) прапори на будівлі обкому КПРФ, на місцевому бюсті Леніна був намальований символ Ідея Нації, а в Центральному районі міста були залиті фарбою вивіски офісу партії Єдина Росія. Російські ЗМІ пов’язували ці дії з сибірськими самостійниками у підпіллі, які координувалися Ратибором.

## Цитата
Я воюю не за мир, а за справедливість 